# Bela Floresta
Bela Floresta é um bairro rural e foi um distrito do município brasileiro de Pereira Barreto, no interior do estado de São Paulo.

## História

### Origem
O bairro Bela Floresta surgiu na década de 30, às margens da então estrada de rodagem que ligava Pereira Barreto à Itapura, quando Pereira Barreto ainda pertencia ao município de Monte Aprazível.
Não demorou muito e Bela Floresta foi elevado a condição de distrito de Pereira Barreto no ano de 1944, abrangendo uma área territorial de 770 km2, entre os rios Tietê, Paraná e São José dos Dourados, e do qual fazia parte o antigo distrito de Itapura.
Por compreender uma área importante e estratégica para a geração de energia elétrica, em seu território foram construídas duas das maiores usinas hidrelétricas do país: a Usina Hidrelétrica de Ilha Solteira e a Usina Hidrelétrica Três Irmãos.
Para abrigar os trabalhadores da Usina Hidrelétrica de Ilha Solteira foi construído pela CESP no ano de 1968 um núcleo urbano próximo à ela, que deu origem a cidade de Ilha Solteira. Esse núcleo se desenvolveu rapidamente, abrigando mais de 20 mil moradores, ao contrário de Bela Floresta, que permaneceu pequena e estagnada. 
Vinte anos depois Ilha Solteira já pleiteava sua emancipação política, mas para que isso se concretizasse a sede do distrito teve que ser transferida para lá.
Logo após, através de um abaixo assinado, os moradores de Bela Floresta reivindicaram continuar pertencendo a Pereira Barreto, sendo então alteradas as divisas originais do distrito. Esta foi uma das tratativas políticas para que a cidade de Pereira Barreto não saísse mais prejudicada ainda, pois senão a Usina Hidrelétrica Três Irmãos, que estava em construção, também faria parte do novo município.

### Formação administrativa
- Distrito criado pelo Decreto-Lei n° 14.334 de 30/11/1944, com o povoado do mesmo nome mais terras do distrito sede de Pereira Barreto[7].
- Pela Lei n° 5.285 de 18/02/1959 perdeu terras para o distrito de Itapura[8].
- Lei Ordinária nº 1.633 de 08/05/1989, substituída pela Lei Ordinária nº 1.794 de 29/08/1990 - Transfere a Sede do Distrito de Bela Floresta para o povoado de Ilha Solteira, altera as divisas e incorpora a antiga sede ao distrito de Pereira Barreto[9][6].

## Geografia

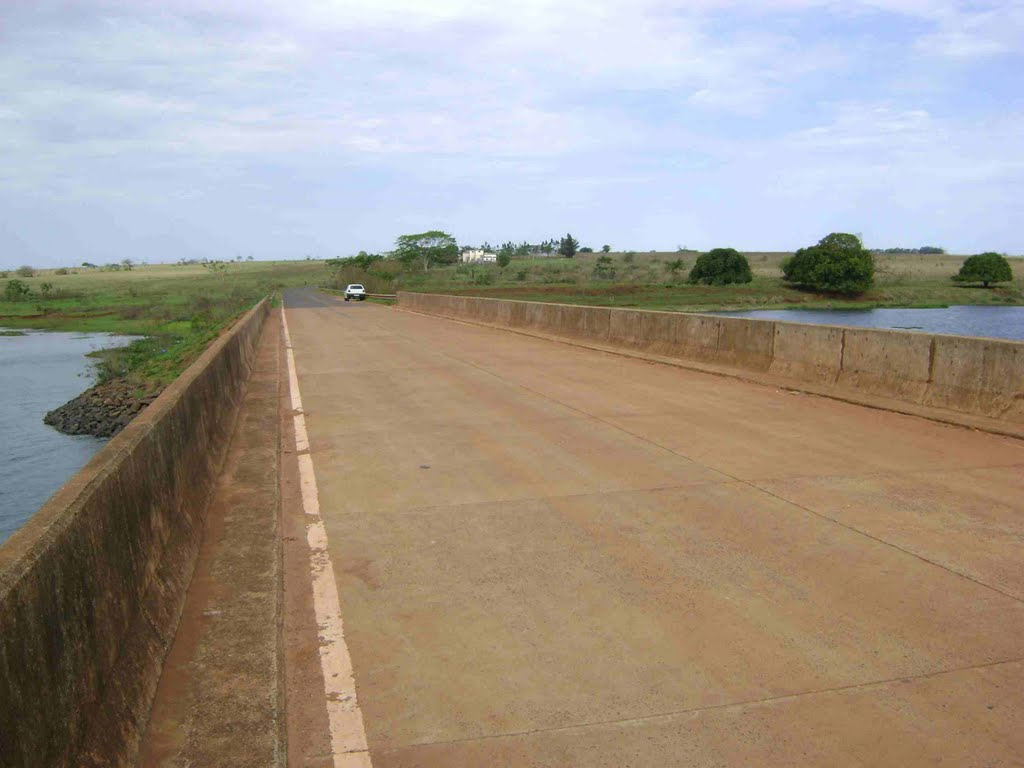
Estrada vicinal de acesso.

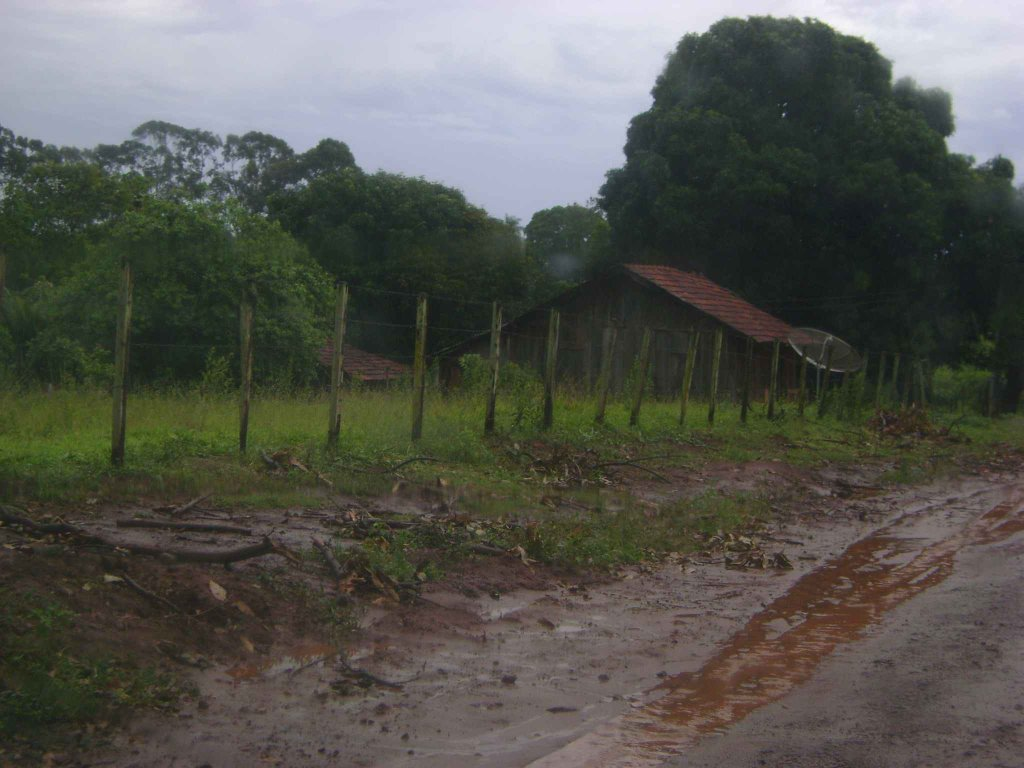
Aspecto local.

### Demografia

#### População urbana
| Crescimento população urbana | Crescimento população urbana | Crescimento população urbana | Crescimento população urbana |
| Censo                        | Pop.                         |                              | %±                           |
| ---------------------------- | ---------------------------- | ---------------------------- | ---------------------------- |
| 1950                         | 289                          |                              | —                            |
| 1960                         | 148                          |                              | −48,8%                       |
| 1970                         | 172                          |                              | 16,2%                        |
| 1980                         | 64                           |                              | −62,8%                       |
| 1991                         | 72                           |                              | 12,5%                        |
| 2000                         | 0                            |                              | −100,0%                      |
| 2010                         | 0                            |                              | —                            |
| Fonte: IBGE e Fundação SEADE |                              |                              |                              |

#### População total
Pelo Censo 1991 (IBGE), quando Bela Floresta ainda era distrito, a população total era de 21 888 habitantes, pois ainda incluía Ilha Solteira em seu território.
No Censo 2010 (IBGE) o bairro não tinha seu perímetro delimitado pelo IBGE, com este apenas fazendo parte de setores rurais. Assim a população rural do seu entorno era de 225 habitantes.

### Rodovias
O principal acesso ao bairro é a estrada rural PBT 242 (sem asfalto), que faz a interligação SP-563 - Bela Floresta - Pereira Barreto.

### Hidrografia
- O bairro localiza-se próximo ao Reservatório de Três Irmãos.

## Serviços públicos

### Registro civil
O Cartório de Registro Civil das Pessoas Naturais do distrito foi transferido para o povoado de Ilha Solteira pela Resolução nº 1 de 29/12/1971 do Tribunal de Justiça do Estado de São Paulo, e seu acervo foi recolhido nesse cartório.